# Regmatodon rufus
Regmatodon rufus là một loài rêu trong họ Regmatodontaceae. Loài này được (Reinw. & Hornsch.) Müll. Hal. mô tả khoa học đầu tiên năm 1850.